# 빈 (베트남)
빈 (베트남어: Thành phố Vinh / 城庯永)는 베트남 북부 통킹만 부근 카강 삼각주의 해안 평야지대에 자리잡고 있는 도시로 응에안성의 성도이다. 하노이에서 남쪽으로 약 260km 떨어져 있다. 근처 농업지대 중에서는 인구밀도가 가장 높으며, 해안 철도가 있어 무역의 중심지로 불린다. 인근에는 철, 망간과 같은 지하자원이 매장되어 있다.

## 개요
빈의 인구는 2009년 기준으로 435,208명이다. 서비스업이 도시 경제의 중심적인 역할을 하고 있으며, 전체 노동인구의 약 55%가 서비스업에 종사하고 있다. 이어 산업(30%), 농업, 임업, 어업 (전체 15%)을 차지한다. 빈은 베트남의 북부와 남부를 연결하는 교통의 요충지이며, 남중국해에 접한 항구가 존재한다.

## 역사
빈은 옛날에는 께방(Kẻ Vang)으로 알려져 있었다. 도시 이름이 께빈(Kẻ Vinh), 빈장(Vinh Giang), 빈조아인(Vinh Doanh), 빈티(Vinh Thi)로 바뀌었다가 이후 1789년에 공식 도시명이 빈으로 갱신되었다. (여기에는 유럽의 영향이 있는 것으로 추측되고 있다). 이후 현대까지 빈이라는 도시 이름은 바뀌지 않았다.
빈은 종종 군사적, 정치적으로 중요한 거점으로 간주되어 왔다. 베트남이라는 국가는 역사적으로 북부를 중심으로 발생하고 있으며, 점차 현재의 영역까지 국가가 확장되어왔다. 이러한 경위에서 빈 때로는 ‘남부의 관문’으로 간주되어 왔다. 떠이선 왕조 시대(1788년 - 1802년)는 빈이 수도가 될 가능성도 있었다고 생각되고 있지만, 떠이선 왕조는 단명한 정권이었기 때문에 계획이 실현될 수 없었다. 떠이선 왕조에서도 빈은 관심의 대상이 되었지만, 수도 건설 발전의 흔적이 남아 있을 뿐이다. 프랑스 식민지 지배 하에서 빈은 공업 도시로 발전하고 공장에서 그 이름을 알려지게 되었다.

빈시는 한때 고성을 비롯한 수많은 역사적인 건축물을 지닌 지역이었다. 그러나 세월을 거치는 가운데, 빈은 종종 전쟁의 피해를 받아왔다. 1950년대, 프랑스의 식민지 지배와 싸우는 중 비엣민은 도시의 대부분을 파괴할 수 밖에 없었다. 게다가 베트남 전쟁 때는 미국의 공습에 막대한 피해를 입었다. 따라서 오늘 역사적인 건축물은 도시에 거의 남아 있지 않다. 빈의 부흥에 즈음해, 도시 계획에서 소련과 동독에서 강한 영향을 받고 있으며, 도시는 넓은 거리와 콘크리트 아파트 부지로 구성된 인상적인 거리가 되고 있다.
역사적으로, 빈과 그 주변 지역은 반란과 혁명 활동의 중요한 거점이 되었다. 19 세기부터 20 세기 초반에는 도시는 프랑스의 식민지 지배에 대항하는 저항의 중요한 거점이었다. 또한, 수많은 혁명 운동가들이 빈 근처에서 태어났으며, 이 중에는 응우옌주, 판보이쩌우, 쩐통킴, 응우옌 티민치(阮氏明開) 그리고 호찌민이 포함된다. 빈에서 서쪽으로 약 14km 지점에 있는 호치민의 생가는 중요한 관광 명소가 되고 있다.

## 행정구역

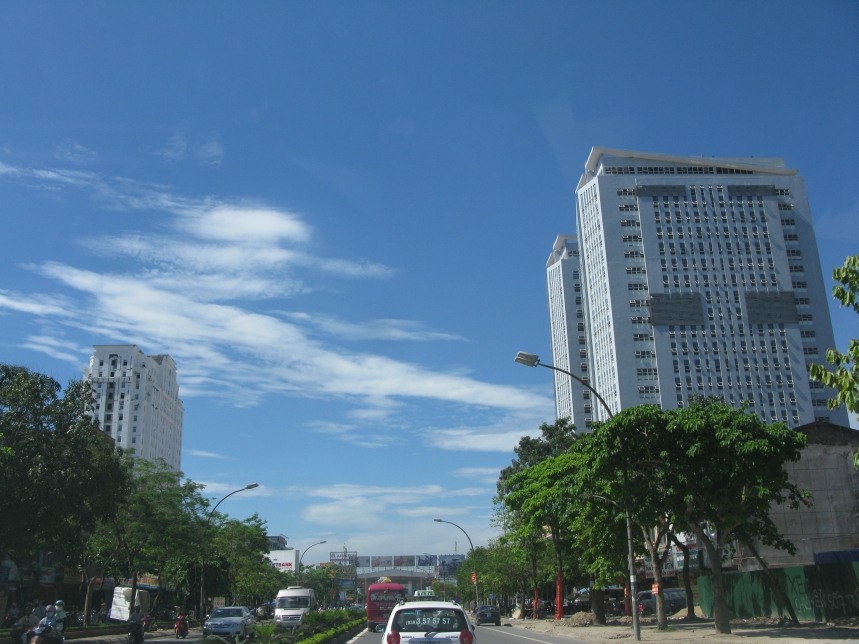
빈의 거리

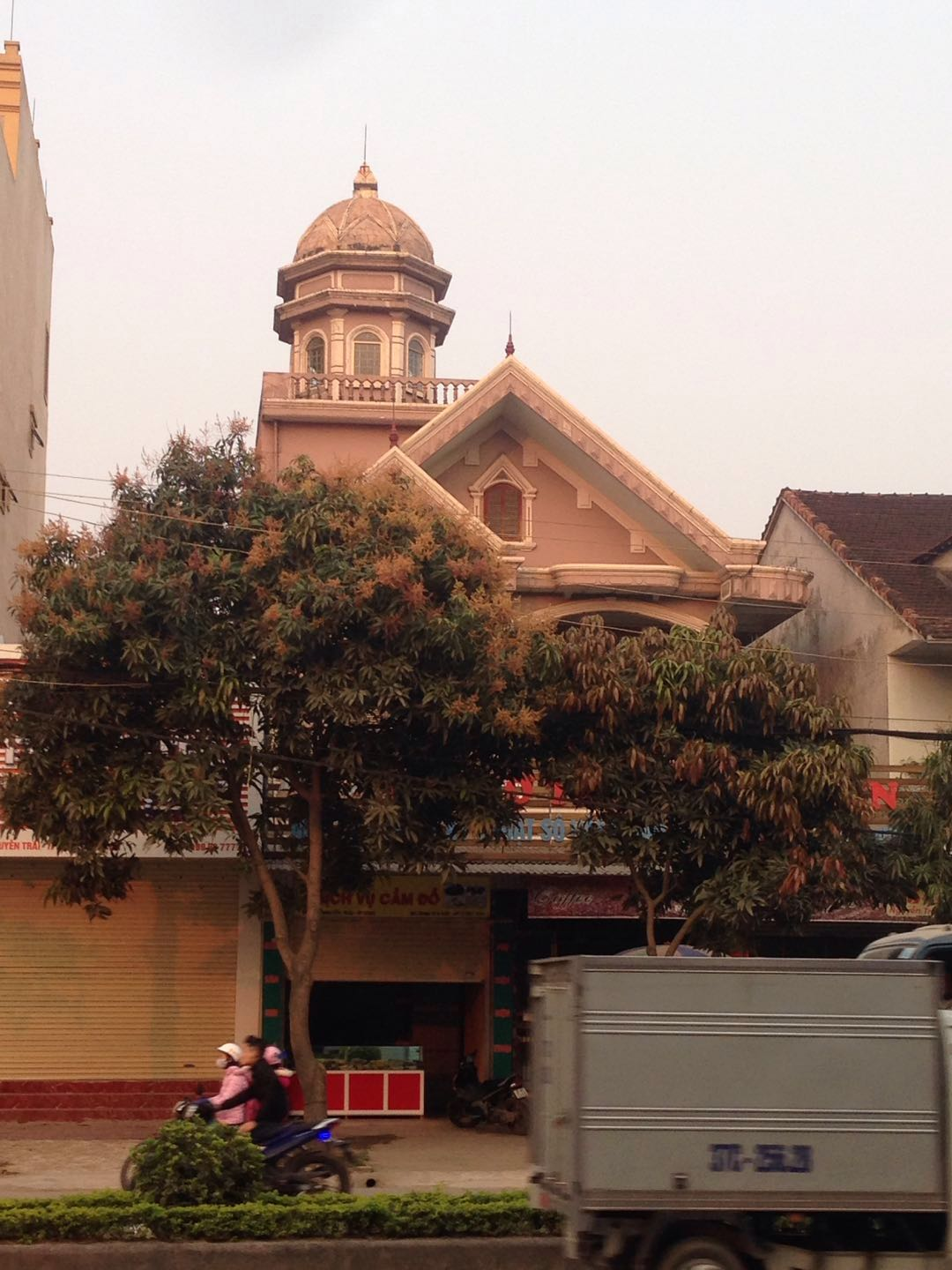
빈의 전통 가옥

빈은 다음 16개의 방(坊)과 9개의 사(社)로 구성된다.

### 방
- 벤투이 (Bến Thủy / 𤅶水)
- 끄어남 (Cửa Nam / 𨷶南)
- 도이꿍 (Đội Cung /隊恭)
- 동빈 (Đông Vĩnh /東永)
- 하후이떱 (Hà Huy Tập / 何輝習)
- 홍선 (Hồng Sơn /鴻山)
- 흥빈 (Hưng Bình /興平)
- 흥중 (Hưng Dũng /興勇)
- 흥푹 (Hưng Phúc /興福)
- 레러이 (Lê Lợi / 黎利)
- 레마오 (Lê Mao /黎茅)
- 꾸안바우 (Quán Bàu /館泡)
- 꾸앙쭝 (Quang Trung / 光中)
- 쭝도 (Trung Đô / 中都)
- 쯔엉티 (Trường Thi /場試)
- 빈떤 (Vinh Tân /榮新 )

### 사
- 흥찐 ( Hưng Chính / 興政)
- 흥동 ( Hưng Đông / 興東)
- 흥호아 (Hưng Hòa / 興化)
- 흥록 (Hưng Lộc /興祿)
- 응이언 (Nghi Ân /宜恩)
- 응이득 (Nghi Đức /宜德)
- 응이낌 (Nghi Kim /宜金)
- 응이리엔 (Nghi Liên /宜連)
- 응이푸 (Nghi Phú /宜富)

## 기후
빈시는 열대 몬순 기후 지대에 위치해 있으며, 두 개의 뚜렷한 계절이 있으며 계절에 따라 큰 변동이 있다.
평균기온은 24°C, 최고기온은 42.1°C, 최저기온은 4°C, 평균습도는 85-90%이다. 평균 일조시간은 1,696시간이다. 풍부한 일조량이 있어 연평균 120억 Keal/ha, 연평균 강우량 2,000mm는 작물 재배에 적합하다.
바람은 계절에 따라 두 가지 전형을 보이고 있다. 남서풍은 5월에서 9월까지 건조한 바람을 동반하고, 북동풍은 다음 10월에서 이듬해 4월까지 지속되며 추위와 습기를 동반한다.
| 빈의 기후                       | 빈의 기후   | 빈의 기후   | 빈의 기후    | 빈의 기후    | 빈의 기후    | 빈의 기후    | 빈의 기후    | 빈의 기후    | 빈의 기후     | 빈의 기후     | 빈의 기후    | 빈의 기후   | 빈의 기후       |
| 월                              | 1월         | 2월         | 3월          | 4월          | 5월          | 6월          | 7월          | 8월          | 9월           | 10월          | 11월         | 12월        | 연간            |
| ------------------------------- | ----------- | ----------- | ------------ | ------------ | ------------ | ------------ | ------------ | ------------ | ------------- | ------------- | ------------ | ----------- | --------------- |
| 역대 최고 기온 °C (°F)          | 34.9 (94.8) | 35.8 (96.4) | 39.1 (102.4) | 42.9 (109.2) | 41.1 (106.0) | 42.1 (107.8) | 41.1 (106.0) | 39.5 (103.1) | 39.9 (103.8)  | 37.0 (98.6)   | 36.1 (97.0)  | 31.6 (88.9) | 42.9 (109.2)    |
| 일평균 최고 기온 °C (°F)        | 20.5 (68.9) | 21.0 (69.8) | 23.7 (74.7)  | 28.2 (82.8)  | 32.4 (90.3)  | 34.1 (93.4)  | 34.3 (93.7)  | 33.0 (91.4)  | 30.7 (87.3)   | 27.9 (82.2)   | 25.1 (77.2)  | 21.9 (71.4) | 27.7 (81.9)     |
| 일일 평균 기온 °C (°F)          | 17.5 (63.5) | 18.2 (64.8) | 20.6 (69.1)  | 24.4 (75.9)  | 28.0 (82.4)  | 29.8 (85.6)  | 29.9 (85.8)  | 28.8 (83.8)  | 27.1 (80.8)   | 24.7 (76.5)   | 21.8 (71.2)  | 18.8 (65.8) | 24.1 (75.4)     |
| 일평균 최저 기온 °C (°F)        | 15.6 (60.1) | 16.5 (61.7) | 18.7 (65.7)  | 22.1 (71.8)  | 25.0 (77.0)  | 26.7 (80.1)  | 26.6 (79.9)  | 25.9 (78.6)  | 24.6 (76.3)   | 22.5 (72.5)   | 19.6 (67.3)  | 16.6 (61.9) | 21.7 (71.1)     |
| 역대 최저 기온 °C (°F)          | 4.0 (39.2)  | 7.0 (44.6)  | 7.3 (45.1)   | 11.4 (52.5)  | 14.8 (58.6)  | 19.7 (67.5)  | 21.5 (70.7)  | 19.0 (66.2)  | 16.7 (62.1)   | 14.3 (57.7)   | 8.4 (47.1)   | 5.2 (41.4)  | 4.0 (39.2)      |
| 평균 강우량 mm (인치)           | 52.3 (2.06) | 39.7 (1.56) | 49.1 (1.93)  | 62.0 (2.44)  | 140.9 (5.55) | 108.5 (4.27) | 122.4 (4.82) | 234.2 (9.22) | 480.7 (18.93) | 514.1 (20.24) | 162.8 (6.41) | 69.9 (2.75) | 2,045.5 (80.53) |
| 평균 강우일수                   | 13.3        | 13.9        | 14.6         | 11.0         | 10.7         | 8.2          | 7.8          | 12.3         | 14.9          | 16.3          | 13.1         | 11.3        | 147.6           |
| 평균 상대 습도 (%)              | 89.3        | 90.8        | 90.4         | 87.8         | 80.8         | 74.5         | 73.7         | 79.8         | 85.3          | 86.7          | 86.1         | 85.9        | 84.2            |
| 평균 월간 일조시간              | 68.7        | 50.9        | 69.4         | 131.8        | 216.3        | 204.9        | 219.8        | 189.3        | 157.5         | 127.7         | 99.4         | 76.9        | 1,614.1         |
| 출처: 베트남 과학기술양성연구소 |             |             |              |              |              |              |              |              |               |               |              |             |                 |